# A Nod Is as Good as a Wink... to a Blind Horse
A Nod Is as Good as a Wink... to a Blind Horse è il terzo album in studio del gruppo musicale britannico Faces, pubblicato nel 1971.

## Tracce
- Side 1

1. Miss Judy's Farm (Rod Stewart, Ronnie Wood) – 3:42
2. You're So Rude (Ronnie Lane, Ian McLagan) – 3:46
3. Love Lives Here (Lane, Stewart, Wood) – 3:09
4. Last Orders Please (Lane) – 2:38
5. Stay with Me (Stewart, Wood) – 4:42

- Side 2

1. Debris (Lane) – 4:39
2. Memphis, Tennessee (Chuck Berry) – 5:31
3. Too Bad (Stewart, Wood) – 3:16
4. That's All You Need (Stewart, Wood) – 5:05

## Formazione
- Rod Stewart - voce
- Ronnie Lane - basso, chitarra, percussioni, voce
- Ronnie Wood - chitarre, cori, armonica
- Ian McLagan - piano, organo, cori
- Kenney Jones - batteria, percussioni
- Harry Fowler - steel drum
- Glyn Johns - ingegnere